# Кингстон (Вашингтон)
Кингстон (енгл. Kingston) насељено је место без административног статуса у америчкој савезној држави Вашингтон.

## Демографија
По попису из 2010. године број становника је 2.099, што је 488 (30,3%) становника више него 2000. године.
| Група             | 2000.         | 2010.         |
| Белци             | 1.449 (89,9%) | 1.786 (85,1%) |
| Афроамериканци    | 4 (0,2%)      | 11 (0,5%)     |
| Азијати           | 37 (2,3%)     | 38 (1,8%)     |
| Хиспаноамериканци | 44 (2,7%)     | 148 (7,1%)    |
| Укупно            | 1.611         | 2.099         |